# Ryan McLaughlin
Ryan McLaughlin (* 30. září 1994, Belfast, Severní Irsko, Spojené království) je severoirský fotbalový obránce a reprezentant v současnosti hrající za skotský klub Aberdeen FC.
Jeho starším bratrem je fotbalista a rovněž severoirský reprezentant Conor McLaughlin.

## Klubová kariéra
McLaughlin přestoupil ve svých 16 letech ze severoirského klubu Glenavon FC do anglického Liverpool FC. V lednu 2014 odešel na hostování do Barnsley FC, v jehož dresu debutoval v seniorské kopané. V srpnu 2015 odešel z Liverpoolu na další hostování, tentokrát do skotského prvoligového týmu Aberdeen FC.

## Reprezentační kariéra
Ryan McLaughlin absolvoval svůj debut za severoirské reprezentační A-mužstvo 30. 5. 2014 v přátelském utkání v Montevideu proti Uruguayi (prohra 0:1).